# 魚礁

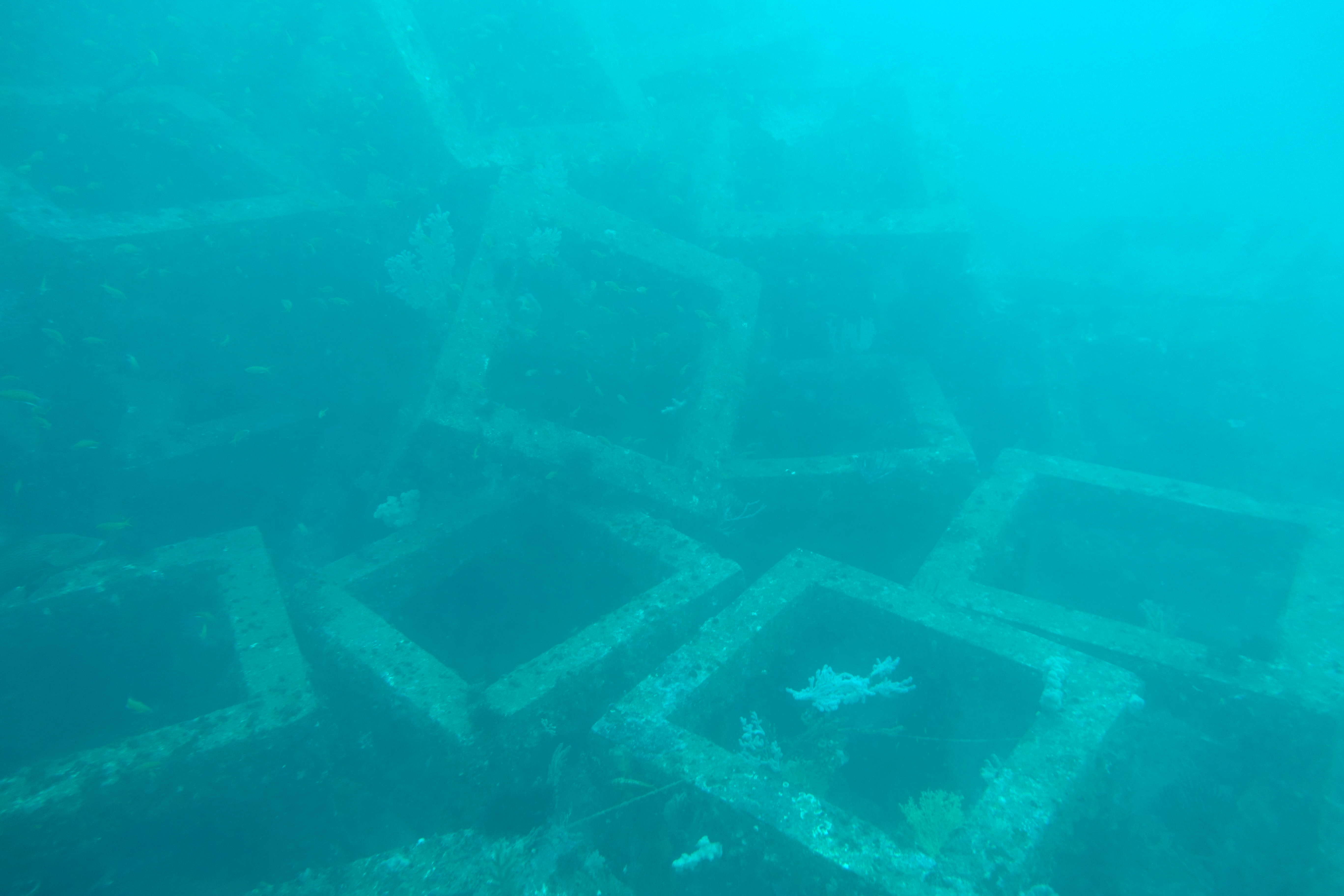
コンクリートブロックが積み上げられた人工漁礁。小さな魚が集まっているのが見える。

魚礁（ぎょしょう）は、岩などによって海底に形成された隆起部で、魚が集まって漁場を形成している箇所。漁礁とも表記する。

## 概要
海底の隆起部では海水の上昇流が発生し、海水中の栄養塩が表層まで押し上げられる結果、栄養塩類を養分とし光合成を行う植物プランクトンが増殖する。そして、植物プランクトンを餌とする動物プランクトンも増加し、これらのプランクトンを餌とする魚類が蝟集して漁場が形成される。
岩、消波ブロック、廃船などの人工物を海底に沈めて人為的に形成したものは、人工魚礁（人工漁礁）と呼ばれる。
人工魚礁と区別するために、天然の魚礁を特に天然魚礁（天然漁礁）または天然礁と呼ぶことがある。